# Păușești
Păușești es una comuna ubicada en el distrito Vâlcea, Rumania.

## Superficie
Posee una superficie de 21,75 kilómetros cuadrados.

## Demografía
Hasta 2021 la población era de 2349 habitantes, con una densidad de población de 108,0 habitantes por kilómetro cuadrado.